# 約赫克普夫爾山
46°55′39″N 11°06′28″E / 46.9275°N 11.10778°E
約赫克普夫爾山（德語：Jochköpfl），是奧地利的山峰，位於該國西部，由蒂羅爾州負責管轄，屬於斯圖拜阿爾卑斯山脈的一部分，海拔高度3,143米，每年平均降雨量1,426毫米。